# Zorokiv, Cerneahiv
Zorokiv (în ucraineană Зороків) este localitatea de reședință a comunei Zorokiv din raionul Cerneahiv, regiunea Jîtomîr, Ucraina.

## Demografie
Componența lingvistică a localității Zorokiv
     Ucraineană (98,24%)
     Rusă (1,47%)
     Alte limbi (0,29%)
Conform recensământului din 2001, majoritatea populației localității Zorokiv era vorbitoare de ucraineană (98,24%), existând în minoritate și vorbitori de rusă (1,47%).